# Quivira (albedo)
Quivira  è una caratteristica di albedo della superficie di Titano.